# Blacus subquadratus
Blacus subquadratus är en stekelart som beskrevs av Papp 1971. Blacus subquadratus ingår i släktet Blacus och familjen bracksteklar. Inga underarter finns listade.